# 沙洛斯堡
沙洛斯堡（法語：Labastide-Chalosse，法語發音：[labastid ʃalɔs]）是法国朗德省的一个市镇，属于蒙德马桑区。

## 地理
沙洛斯堡（43°36'43"N, 0°36'36"W）面积4.56 平方千米，位于法国新阿基坦大区朗德省，该省份为法国西南部沿海省份，是法國本土面积第二大的省，北起吉倫特省，西临大西洋，南至大西洋比利牛斯省，东临热尔省，东北与洛特-加龍省接壤。
与沙洛斯堡接壤的市镇（或旧市镇、城区）包括：阿尔热洛斯、阿热特莫、拉克拉布、莫米。

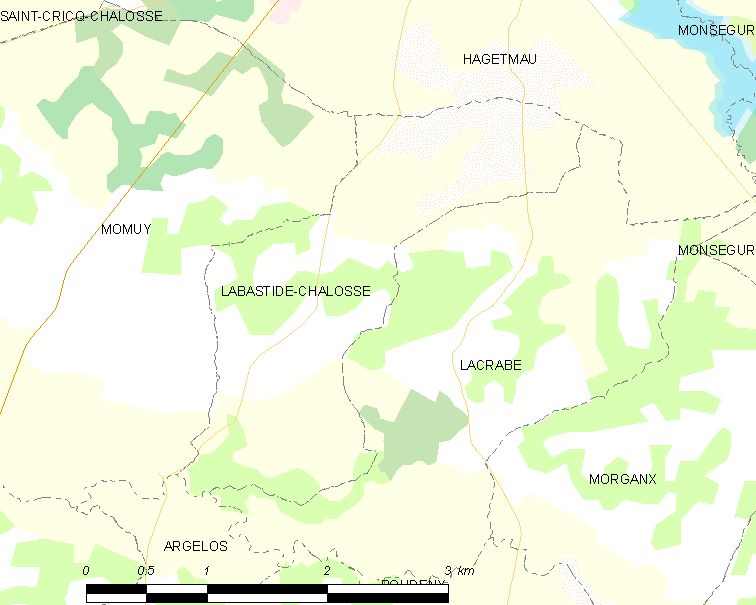
沙洛斯堡的OSM定位图

沙洛斯堡的时区为UTC+01:00、UTC+02:00（夏令时）。

## 行政
沙洛斯堡的邮政编码为40700，INSEE市镇编码为40130。

## 政治
沙洛斯堡所属的省级选区为沙洛斯-蒂尔桑县。

## 人口

1962-2008年间沙洛斯堡人口变化图示

沙洛斯堡于2022年1月1日时的人口数量为168人。